# Ауриспа, Джованни
Джованни Ауриспа Пичунерио (или Пичунери) (июнь/июль 1376, Ното — ок. 25 мая 1459, Феррара) — итальянский гуманист, собиратель и переводчик древнегреческих рукописей, поэт. Известен, в частности, как пропагандист возрождения изучения греческого языка в Италии. Именно Ауриспе мир обязан сохранением большей части знаний о древнегреческих классиках.

## Биография
Ауриспа родился в Ното на Сицилии в 1376 году. Стипендия от короля Сицилии позволила ему с 1404 по 1410 год изучать право в Болонском университете. В первой половине 1410-х годов совершил путешествие в Грецию, некоторое время прожив на острове Хиос. Во время путешествия выучил греческий язык и начал собирать рукописи греческих авторов, в том числе Софокла, Еврипида и Фукидида. В 1414 году вернулся в Италию, где жил в Савоне, зарабатывая обучением греческому языку и продажей произведений, собранных им в Греции.
В 1419 и 1420 годах находился при дворе папы Мартина V во Флоренции и Риме, находясь в последнем обучал греческому языку Лоренцо Валлу, будущего философа и историка.
В 1421 году отправился в Византию в качестве переводчика Джанфранческо Гонзага, посланного с дипломатической миссией к императору Мануилу II Палеологу. В Константинополе добился благосклонности сына и соправителя императора, Иоанна Палеолога, который назначил его своим личным секретарём. Два года спустя покинул Византию, сопровождая Иоанна в поездке по Европе, однако вскоре после прибытия в Италию оставил службу.
15 декабря 1423 года Ауриспа прибыл в Венецию с самой большой и прекрасной коллекцией греческих текстов, дошедшей до запада до тех, что привез Виссарион. В ответ на письмо камальдольского приора и ученого Амброджо Траверсари он говорит, что привез 238 рукописей. Они содержали всего Платона, всего Плотина, всего Прокла, большую часть Ямвлиха, многих греческих поэтов, включая Пиндара, и большую часть греческой истории, включая тома Прокопия и Ксенофонта, которые были подарены ему императором. Кроме того, у него были стихи Каллимах и Оппиан и орфические стихи; и исторические труды Диона Кассия, Диодора Сицилийского и Арриана. Большинство произведений до сих пор были неизвестны на Западе.
Другие предметы включали самую старую рукопись Афинея; кодекс 10-го века, содержащий семь пьес Софокла и шесть Эсхила — единственная рукопись в мире, плюс «Аргонавтика» Аполлония Родосского; Илиада, произведения Демосфена и многое другое. Работа Геродота также была среди коллекции; также География Страбона. Все тексты перечислены в письме к Траверсари.
Единственным святоотеческим текстом, который Ауриспа привез из Греции, был том, содержащий около 200 писем св. Григория Назианзина. В письме к Траверсари он объяснил:
«Я не привозил из Греции никаких священных томов, кроме писем Григория, которых, по-моему, двести. Эта книга в безупречном состоянии, и все страницы можно прочитать, но ее красота едва ли настолько привлекательна для неохотного читателя. Давным-давно я отправил из Константинополя на Сицилию большое количество очень отборных священных томов, ибо я откровенно признаюсь, что они были для меня менее дороги, и ряд злонамеренных лиц часто предъявлял обвинения греческому императору, обвиняя меня в грабеже города священные книги. Что касается языческих книг, то это казалось им не таким уж большим преступлением.»
Вернувшись в Венецию, Ауриспа, как говорят, был вынужден заложить свои сокровища за 50 золотых флоринов, чтобы покрыть расходы по доставке. Траверсари написал Лоренцо де Медичи от его имени, который дал Ауриспе ссуду, чтобы выкупить рукописи. Траверсари также договорился об обмене транскрипций Никколо недавно открытых текстов Цицерона на транскрипции Ауриспы Риторики и Эвдемовой этики Аристотеля.
В 1424 г. Ауриспа отправился в Болонью, где стал профессором греческого языка в университете, но это не имело успеха. По настоянию Траверсари с 1425 по 1427 год он занимал престижную кафедру греческих исследований во Флоренции. Это обеспечило широкое копирование его коллекции среди гуманистов.
Ссоры во Флоренции заставили Ауриспу покинуть Флоренцию в конце 1427 или начале 1428 года и переехать в Феррару, где по рекомендации своего друга, ученого Гуарино Веронского, он был назначен наставником Мелиадузе д’Эсте, незаконнорожденного сына Никколо III д’Эсте, маркиза Феррары. Там он преподавал классику, принял духовный сан и получил повышение в церкви. Король Альфонсо Неаполитанский попросил его через своего друга Панормиту переехать туда, но он отказался.
К 1430 году Ауриспе удалось вернуть на Сицилию связку своих рукописей. Сюда входили том житий святых, в том числе св. Григория Назианзина, а также одна из проповедей св. Иоанна Златоуста, Псалтирь, том Евангелий и комедии Аристофана. Остальные его рукописи, похоже, так и не были ему возвращены. В 1433 году он сопровождал своего ученика Мелиадузе на Базельский собор, совершив длительное путешествие вдоль Рейна, посетив Майнц, Кёльн и Аахен, в ходе которого он открыл новые латинские кодексы.
В 1438 году, когда Собор был перенесен в Феррару, Ауриспа привлек внимание папы Евгения IV, который назначил его апостольским секретарем, и поэтому он переехал в Рим. Он занимал аналогичную должность при папе Николае V, который даровал ему два прибыльных аббатства на правах in commendam.
Ауриспа вернулся в Феррару в 1450 году и умер там в 1459 году в возрасте 83 лет.

## Наследие
Учитывая его долгую жизнь и репутацию, Ауриспа произвел немного: латинские переводы комментария Иерокла к золотым стихам Пифагора (1474 г.) и Philisci Consolatoria ad Ciceronem от Диона Кассия (не публиковались до 1510 г.); и, по Геснеру, перевод произведений Архимеда.
Репутация Ауриспы основана на обширной коллекции копируемых и распространяемых им рукописей, а также на его настойчивых усилиях по возрождению и продвижению изучения древней литературы.